# The Voice van Vlaanderen (seizoen 9)
Het negende seizoen van The Voice van Vlaanderen vond plaats in het voorjaar van 2024. Coaches dit seizoen zijn Koen Wauters, Natalia Druyts, Mathieu Terryn en Jan Paternoster. Laura Tesoro trad opnieuw aan als Comeback Coach. Laura vervoegde de andere coaches vanaf de liveshows met haar klaargestoomde talenten.

## Liveshows
In de liveshows staan 15 kandidaten. Voor het eerst in de geschiedenis hebben de coaches ongelijke teams. Mathieu heeft 5 kandidaten, doordat hij de meeste cross battles won. Deze battles vonden plaats voor de liveshows. In deze duels moesten kandidaten van verschillende teams het tegen elkaar opnemen voor een plek in de liveshow, bepaald door een Vlaamse jury bestaande uit personen die al of niet iets in de muziekwereld doen. 

### Liveshow 1
In de eerste live show koos elke coach een van zijn kandidaten. Vervolgens koos het publiek via televoting 5 kandidaten uit de overige 10 kandidaten. Team Laura en Koen bleven voltallig. 
|   | Coach           | Kandidaat   | Lied                        | Resultaat                |
| - | --------------- | ----------- | --------------------------- | ------------------------ |
| 1 | Mathieu Terryn  | Mette-Marie | I Put a Spell on You        | Gekozen door het publiek |
| 2 | Mathieu Terryn  | Liene       | The Door                    | Uitgeschakeld            |
| 3 | Mathieu Terryn  | Paak        | Indigo Night                | Uitgeschakeld            |
| 4 | Mathieu Terryn  | Laurens     | I'm Ready                   | Gekozen door de coach    |
| 5 | Mathieu Terryn  | Marthe      | Nothing Breaks Like a Heart | Uitgeschakeld            |
| 1 | Laura Tesoro    | Nicole      | Amen                        | Gekozen door het publiek |
| 2 | Laura Tesoro    | Christophe  | Beautiful Things            | Gekozen door het publiek |
| 3 | Laura Tesoro    | Lucas       | Evangeline                  | Gekozen door de coach    |
| 1 | Jan Paternoster | Xerxes      | Father And Son              | Gekozen door de coach    |
| 2 | Jan Paternoster | Kevin       | Rode wijn                   | Uitgeschakeld            |
| 1 | Natalia         | Sandy       | Oscar Winning Tears         | Gekozen door de coach    |
| 2 | Natalia         | Selina      | Teeth                       | Uitgeschakeld            |
| 1 | Koen Wauters    | Peter       | Black Friday                | Gekozen door het publiek |
| 2 | Koen Wauters    | Wout        | Greedy                      | Gekozen door het publiek |
| 3 | Koen Wauters    | Kobe        | Texas Hold'Em               | Gekozen door de coach    |

### Liveshow 2
In liveshow 2 brengt elke kandidaat een nieuw nummer, en brengen de kandidaten in groep een nummer met hun coach. 7 kandidaten stoten door naar de halve finale. De Britse singer-songwriter Tom Walker gaf een gastoptreden. 
|   | Coach           | Kandidaat   | Lied                      | Resultaat                |
| - | --------------- | ----------- | ------------------------- | ------------------------ |
| 1 | Mathieu Terryn  | Mette-Marie | Love of My Life           | Uitgeschakeld            |
| 2 | Mathieu Terryn  | Laurens     | Oh Caroline               | Gekozen door de coach    |
| 1 | Laura Tesoro    | Nicole      | Bout a Thing              | Uitgeschakeld            |
| 2 | Laura Tesoro    | Christophe  | If You Wanna Stay a While | Gekozen door het publiek |
| 3 | Laura Tesoro    | Lucas       | Rush                      | Gekozen door de coach    |
| 1 | Jan Paternoster | Xerxes      | Murder on the Dancefloor  | Gekozen door de coach    |
| 1 | Natalia         | Sandy       | Overdrive                 | Gekozen door de coach    |
| 1 | Koen Wauters    | Peter       | Autumn Leaves             | Gekozen door de coach    |
| 2 | Koen Wauters    | Wout        | Cruel Summer              | Uitgeschakeld            |
| 3 | Koen Wauters    | Kobe        | No Good                   | Gekozen door het publiek |

### Liveshow 3
|   | Coach           | Kandidaat  | Lied                | Lied met coach              | Resultaat                |
| - | --------------- | ---------- | ------------------- | --------------------------- | ------------------------ |
| 1 | Jan Paternoster | Xerxes     | Stick Season        | Rebel Rebel                 | Uitgeschakeld            |
| 1 | Natalia         | Sandy      | Lose Control        | Wannabe                     | Uitgeschakeld            |
| 1 | Koen Wauters    | Peter      | Clocks              | Here Comes the Sun          | Uitgeschakeld            |
| 2 | Koen Wauters    | Kobe       | I’d Rather Go Blind | Hard to Handle              | Gekozen door het publiek |
| 1 | Mathieu Terryn  | Laurens    | Patience            | End of Beginning            | Gekozen door coach Laura |
| 1 | Laura Tesoro    | Christophe | Rolling in the Deep | Some Things I’ll Never Know | Gekozen door het publiek |
| 2 | Laura Tesoro    | Lucas      | Cry                 | Snow Angel                  | Gekozen door het publiek |

### Finale
|   | Coach          | Kandidaat  | Lied samen      | Lied                   | Lied                     | Extra lied         | Resultaat       |
| - | -------------- | ---------- | --------------- | ---------------------- | ------------------------ | ------------------ | --------------- |
| 1 | Koen Wauters   | Kobe       | Go Your Own Way | Devil                  | Don't Pass Me By         | Cryin              | 2e plaats       |
| 1 | Mathieu Terryn | Laurens    | Go Your Own Way | Dancing On The Ceiling | All Along The Watchtower | Geen               | 3e of 4e plaats |
| 1 | Laura Tesoro   | Christophe | Go Your Own Way | The Sound Of Silence   | Beautiful Things         | I Don’t Want to Be | winnaar         |
| 2 | Laura Tesoro   | Lucas      | Go Your Own Way | Careless Whisper       | High                     | Geen               | 3e of 4e plaats |